# Bola de Nieve
Bola de Nieve (Havana Province, 1911. szeptember 11. – Mexikóváros, 1971. október 2.) kubai zongorista, énekes, dalszerző. A maga idejében Benny Moré és Arsenio Rodriguez mellett Kuba egyik fontosabb zenésze volt. Becenevét Rita Montaner adta neki, akit zongorán kísért.

## Pályakép
Bola de Nieve először Mexikóban vált ismertté, és csak később Kubában. Azután már Latin-Amerika, az Amerikai Egyesült Államok, Franciaország és sok más ország közönsége is ünnepelte, annak köszönhetően is, hogy így mutatkozott be: „Nem éneklem, vagy nem tolmácsolom a dalokat, hanem azok én vagyok. (Yo no canto canciones ni las interpreto, yo soy”). A régi mesemondók módjára tudta közölni üzenetét. Éneklés közben olykor régi történeteket mesélt el.
Bola de Nieve főleg spanyolul énekelt, de énekelt angolul, franciául, olaszul, katalánul és portugálul is. Ha amikor megkérdezték tőle, hogy honnan való, spanyol-amerikaiként határozta meg magát.
1951-58 között Franciaországban számos turnén vett részt. 1953-ban Koppenhágában volt. 1956-ban előadást tartott Washingtonban a Pánamerikai Unió Hall of the Americasában, ahol a sajtó „a kubai dal mestereként” jellemezte.
1957-ben járt Nizzában, Rómában, Velencében és Milánóban, Dániában. Havannában az „El Monseigneur” kabaré lett az otthoni bázisa. Szívinfarktusban halt meg Mexikóvárosban.
- Bola de Nieve meleg volt. A Castro-kormány évtizedeiben Kubában nem üldözték a homoszexuálisok. Bola de Nieve szexuális irányultságát csak halála után hozták nyilvánosságra. Néhány dala Pedro Almodóvar filmjeiben is szerepel.

## Dalok
- Ay, mamá Inés (1927), (Eliseo Grenet)
- Mama perfecta
- Mésié Julian (1943)
- El Manisero (1928), (Moisés Simóns)
- Bito Manué, tu no sabes inglé (1930)
- Ñango mambo
- Drume negrita
- No puedo ser feliz
- Chivo que rompe tambo
- La vie en rose (1945), Édith Piaf
- Ay, amor
- Si me pudieras querer (1936)
- La Flor de la canela (1950)

## Fordítás
Ez a szócikk részben vagy egészben  a   Bola de Nieve című francia Wikipédia-szócikk ezen változatának fordításán alapul.  Az eredeti cikk szerkesztőit annak laptörténete sorolja fel. Ez a jelzés csupán a megfogalmazás eredetét és a szerzői jogokat jelzi, nem szolgál a cikkben szereplő információk forrásmegjelöléseként.